# Баррейрус (Пернамбуку)
Баррейрус (порт. Barreiros) — муниципалитет в Бразилии, входит в штат Пернамбуку. Составная часть мезорегиона Мата-Пернамбукана. Входит в экономико-статистический микрорегион Мата-Меридиунал-Пернамбукана. Население составляет 41 973 человека на 2007 год. Занимает площадь 233 км². Плотность населения — 180 чел./км².
Праздник города — 19 июля.

## История
Город основан в 1786 году.

## Статистика
- Валовой внутренний продукт на 2005 год составляет 111 652 тыс.[прояснить] реалов (данные: Бразильский институт географии и статистики).
- Валовой внутренний продукт на душу населения на 2005 год составляет 2920 реалов (данные: Бразильский институт географии и статистики).

## География
Климат местности: субтропический гумидный. В соответствии с классификацией Кёппена, климат относится к категории As.